# Miloš Teodosić
Miloš Teodosić (srbskou cyrilicí: Милош Теодосић, * 19. března 1987 Valjevo) je srbský basketbalista, v současnosti působící v italském klubu Virtus Bologna. Se srbskou basketbalovou reprezentací získal stříbro na olympijských hrách v Riu roku 2016, na mistrovství světa v roce 2014 a na mistrovství Evropy roku 2009. Jeho největším úspěchem na klubové úrovni je vítězství v Eurolize v dresu CSKA Moskva roku 2016. Ve stejném roce byl vyhlášen evropským basketbalistou roku v anketě Euroscar. Za rok 2010 dostal toto ocenění od FIBA. V sezóně 2010 byl v Eurolize nejužitečnějším hráčem. Většinu kariéry strávil v evropských klubech (Olympiakos, 2007–2011; CSKA Moskva, 2011–2017), dva roky též působil v zámořské NBA, v dresu Los Angeles Clippers (2017-2019), kde se však neprosadil. Byl partnerem srbské volejbalistky Majy Ognjenovićové, v roce 2017 se oženil se srbskou herečkou Jelisavetou Orašaninovou.